# Amelia Orleańska
Amelia Maria Ludwika Helena Orleańska, fr. Amélie Marie Louise Hélène d'Orléans (ur. 28 września 1865, w York House, Twickenham, w Londynie, zm. 25 października 1951, w Château de Bellevue, w Wersalu) – królowa Portugalii.

## Życiorys

### Dzieciństwo
Amelia Orleańska była najstarszą córką Filipa Orleańskiego, hrabiego Paryża, oraz jego żony – Marii Izabeli Orleańskiej. Jej dziadkami ze strony ojca byli: Ferdynand Filip Orleański, książę Orleanu, oraz księżniczka Helena Mecklenburg-Schwerin. Jej dziadkami ze strony matki byli zaś: Antoni Orleański, książę Montpensier, i infantka Ludwika Ferdynanda Burbon, księżna Montpensier.

### Zamążpójście
22 maja 1886 wyszła za mąż za następcę tronu Portugalii, księcia Karola Braganzę. Z tego związku urodziło się troje dzieci:
1. Ludwik Filip, książę Braganza (ur. 21 marca 1887, zm. 1 lutego 1908),
2. Maria Anna, infantka (ur. i zm. 14 grudnia 1887),
3. Manuel II (ur. 19 marca 1889, zm. 2 lipca 1932).

### Śmierć męża
1 lutego 1908 rodzina królewska wracała z pałacu w Vila Viçosa do Lizbony. W mieście, w drodze do pałacu, ich powóz przejeżdżał przez Terreiro do Paço. Na placu z tłumu padły strzały. Strzelało przynajmniej dwóch mężczyzn: Alfredo Costa i Manuel Buiça. Król zmarł natychmiast, jego następca – książę Ludwik Filip został śmiertelnie ranny, a książę Manuel został trafiony w ramię. Amelii szczęśliwie nic się nie stało. Mordercy zostali na miejscu zabici przez straż królewską. Potem okazało się, że obaj należeli do portugalskiej partii republikańskiej. Około dwudziestu minut po strzelaninie książę Ludwik Filip zmarł, a następnego dnia ogłoszono oficjalnie, że Manuel został kolejnym królem Portugalii. Amelia została królową matką.

### Ostatnia królowa kraju
Manuel II rządził do 5 października 1910, kiedy został obalony przez wojskowy zamach stanu. Do życia powołano I Republikę Portugalską. Amelia i reszta rodziny królewskiej opuścili Portugalię i udali się na wygnanie. Jako że monarchii w Portugalii nigdy nie przywrócono, była ona ostatnią królową tego kraju.

## Odznaczenia
Dama portugalskiego Orderu Świętej Elżbiety, hiszpańskiego Orderu Królowej Marii Luizy (1886), austriackiego Orderu Krzyża Gwiaździstego, suwerennego Orderu Maltańskiego (1893), rosyjskiego Orderu Świętej Katarzyny i portugalskiego Krzyża Wielkiego Orderu Vila Viçosa.
9 maja 1909 roku została odznaczona przez syna Wielkim Krzyżem Wstęgi Trzech Orderów.